# Microcrambus
Microcrambus là một chi bướm đêm thuộc họ Crambidae.